# پیتر لیندگرین
پیتر لیندگرین (سوئدی: Peter Lindgren؛ ‏ ۱۳ دسامبر ۱۹۱۵ – ۳۰ مهٔ ۱۹۸۱) بازیگر اهل سوئد بود.
از فیلم‌هایی که وی در آن نقش داشته‌است، می‌توان به کشتی برای هند، سرزمین جدید، من کنجکاوم (زرد)، من کنجکاوم (آبی)، جای نگرانی نیست و ایریس و ستوان اشاره کرد.